# 西安医学院
西安医学院，创建于1951年，当时取名为陕西省卫生学校。1959年，更名为陕西省卫生干部学院。1994年，更名为陕西医学高等专科学校。2006年，升格为医学本科院校，改建为“西安医学院”。2012年，陕西省政府计划在西安医学院的基础上筹备“西北医科大学”。 

## 学校历史

### 合并前
1951年1月，“陕西省卫生技术学校”正式成立，校址设在在西安市许士庙街42号。 
1951年11月，陕西省卫生技术学校改为“陕西省第一卫生学校”。
1954年12月，学校新校舍第一期工程竣工，校址迁至陵园路中段一号新校址（含光校区）。
1959年2月，在陕西省西安第一卫生学校的基础上成立“陕西省卫生干部进修学院”。陕西省西安第一卫生学校改名为“陕西省西安卫生学校”。
1966年12月，陕西省西安卫生学校更名为“陕西省人民卫生学校”。
1979年7月，陕西省人民卫生学校改名为“陕西省卫生学校”。
1980年8月，“陕西省卫生干部进修学院”恢复。
1988年2月，“陕西省卫生干部进修学院”改名为“陕西省卫生干部学院”。

### 合并后
1994年2月26日，经国家教育委员会批准，在陕西省卫生干部学院和陕西省卫生学校的基础上建立陕西医学高等专科学校。 
2006年2月26日，经国家教育部批准，陕西医学高等专科学校升格为医学本科院校，改建为西安医学院。
2011年，学校获批全科医学硕士点。
2012年，陕西省政府第10次常务会议决定在西安医学院基础上筹建西北医科大学。 
2013年，学校成为国家临床医学硕士专业学位研究生培养模式改革试点高校。 
2014年，陕西省经贸学校并入西安医学院，成为西安医学院高新校区，在现有基础上筹备成立食品卫生系，并将继续教育学院迁入高新校区，非临床医学专业实习学生迁入高新校区。 
2016年，学校迎来建校65周年校庆暨升本10周年。 

## 院系、附属医院
学校现有15个教学单位，设置本科专业21个 。
- 临床医学院
- 全科医学院
- 药学院
- 护理与康复学院
- 医学技术学院
- 口腔医学院
- 公共卫生学院
- 外国语学院
- 基础医学部
- 卫生管理学院
- 马克思主义学院
- 体育部
- 继续教育学院[6]

## 附属医院
- 陕西省人民医院
- 西安医学院第一附属医院
- 西安医学院第二附属医院
- 西安医学院第三附属医院（原陕西省友谊医院）
- 西安医学院附属宝鸡医院
- 西安医学院附属汉江医院[6]